# Clamart
Clamart é uma comuna francesa do departamento de Hauts-de-Seine, na região administrativa de Île-de-France, na periferia sudoeste de Paris. Seus habitantes são chamados Clamartois.

## Geografia

### Urbanismo
A cidade atual é composta de duas partes, separadas pelo bosque de Clamart: o Bas Clamart (Baixo Clamart), centro histórico, e o Petit Clamart (Pequeno Clamart), de urbanização recente.

## História
Os primeiros habitantes de Clamart remontam à Pré-história, como indicado pela descoberta na floresta de Clamart, do monumento megalítico chamado de La Pierre-aux-Moines, bem como ferramentas de pedra polida.
Um nome latino Clemartium era conhecido desde o século VII. Igrejas, conventos, bispos possuíam a terra de Clamart sous Meudon por sua vez.
Foi no Petit Clamart que aconteceu o atentado contra o general Charles de Gaulle, em 22 de agosto de 1962 (nota : o restaurante « Au rendez-vous de chasse », por cuja janela o terrorista disparou contra o carro do general, foi destruído em 2001).
O hospital Percy situa-se em Clamart; Yasser Arafat faleceu ali em 11 de novembro de 2004 após uma curta hospitalização.

## Geminação
- Luneburgo, Alemanha
- Scunthorpe, Reino Unido
- Penamacor, Portugal
- Artaxata, Armênia